# Животът преминава
„Животът преминава“ (на руски: Жизнь прошла мимо) е съветски филм на режисьора Владимир Басов от 1959 година, заснет от Мосфилм.

## Сюжет
Крадецът- рецидивист Николай „Акулата“ (Григорий Гай) избягва от изправително- трудовата колония, в която излежава присъдата си, и се опитва да се завърне към миналото си на крадец. Затова му е нужна помощта на старите приятели. Той започва да ги издирва. Но животът преминава и нито един от тях не иска да си спомня миналото, и да тръгне отново по хлъзгавия път. Един от тях, Инокентий Степанов (Юрий Саранцев) сега е член на комсомолска бригада, работеща в строителството.

## В ролите
- Григорий Гай като Николай „Акулата“
- Юрий Саранцев като Инокентий Степанов
- Игор Безяев като Игорьок
- Виталий Беляков като Васка „Котарака“
- Николай Боголюбов като Подполковник Панин
- Глеб Стриженов като Петка, артиста
- Римма Шорохова като съпругата на Инокентий Степанов
- Лилия Толмачьова като Нина
- Леонид Довлатов като затворника от трудово- изправителната колония
- Леонид Марков като „Червея“
- Елена Понсова като Смирнова
- Валентин Брийлеев като Санка „Мехура“
- Николай Никитич като доктора
- Вера Петрова като продавачката
- Инна Фьодорова като съседката
- Павел Шпрингфелд като арестанта